# Couvent de Notkersegg
Pour les articles homonymes, voir Couvent des Capucin(e)s.
Le couvent de Notkersegg (Kloster Notkersegg) est un couvent de religieuses capucines situé dans le quartier de Notkersegg, au-dessus de Saint-Gall en Suisse.

## Historique
C'est le 17 août 1381 qu'un couvent de béguines est fondé sous le vocable de Notre-Dame-du-Bon-Conseil, regroupant au départ trois sœurs du nom d'Ursel Brunner de Rheintal, Elisabeth Schneider de Berg et Anna Frigg d'Utwil. Le prince-abbé de Saint-Gall, Kuno de Stoffeln, précise dans la lettre de fondation qu'Ursel Brunner est la « maîtresse » (supérieure). D'autres béguines s'y adjoignent par la suite. Les sœurs s'installent dans une maison en ville en 1449 qui était l'ancienne maison du conseil communal. L'église conventuelle est consacrée en 1453 en l'honneur de la Vierge, après la construction de nouveaux bâtiments conventuels. Le couvent est confisqué pendant les troubles de la Réforme protestante, mais il est restitué en 1532.
Le couvent consiste en 1593 en une maison avec deux grandes salles, quatre pièces, deux celliers et une laverie, avec l'église à côté. Les franciscains du couvent de Constance en sont les pères visiteurs. Les sœurs adoptent la règle des capucines en 1602 en s'affiliant au Tiers-Ordre franciscain, puis la réforme de Pfanneregg en 1610 en se soumettant à l'autorité du prince-abbé de Saint-Gall.
La première pierre du nouveau bâtiment conventuel (le couvent actuel) est bénite le 3 mai 1666. Les trois autels de la nouvelle église sont consacrés le 7 avril 1671. Le couvent souffre d'un incendie, le 23 août 1718, qui n'épargne que l'hôtellerie et une image miraculeuse de saint Antoine de Padoue. Le couvent est reconstruit et consacré le 22 novembre 1719. En 1748, a lieu la translation des reliques de saint Julien à Notkersegg. C'est au courant de ce siècle que le pèlerinage local à saint Antoine de Padoue prend de l'ampleur.
le couvent est restauré en 1846, grâce aux dons privés d'un entrepreneur de Saint-Gall. Il est restauré à nouveau en 1985-1986. Il fait aujourd'hui partie des bien culturels d'importance régionale du canton de Saint-Gall.
La communauté comprenait en 2008, seize religieuses dirigées par la mère supérieure, Mère Klara Steiner, ainsi qu'une novice et une laïque attachée au couvent menant la vie communautaire. L'ensemble est inscrit comme biens culturels d'importance régionale du canton des Grisons.

## Description

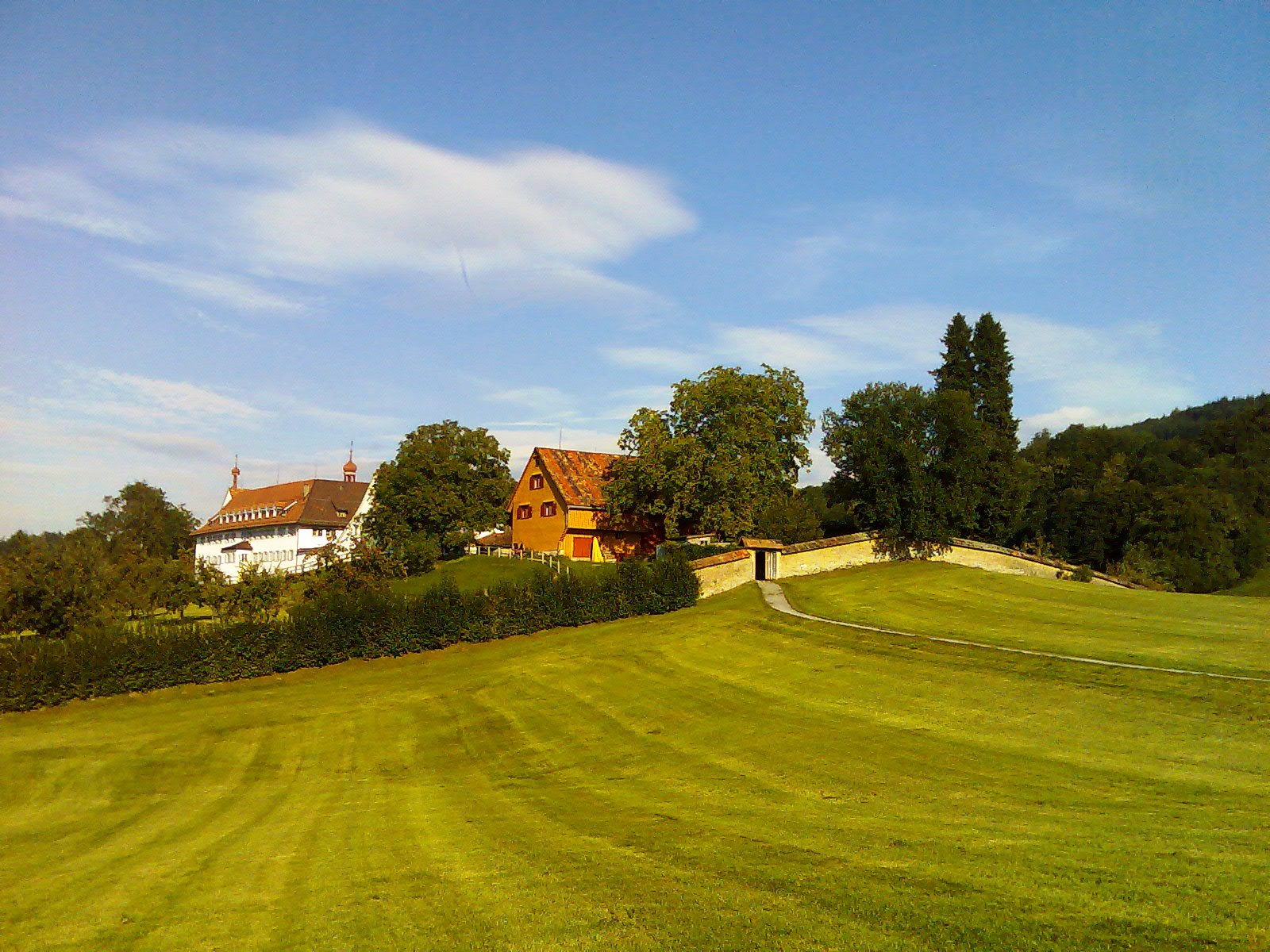
Le couvent vu de l'ouest.

Le couvent consiste en deux grands bâtiments rectangulaires, la communauté vivant dans le bâtiment le plus grand du côté de l'est, construit autour d'un cloître en forme de jardin. L'église conventuelle ferme un des côtés du quadrilatère. Le bâtiment du côté de l'ouest sert à l'exploitation agricole des sœurs.
L'église conventuelle forme l'aile orientale du bâtiment le plus grand et s'ouvre du côté nord par le portail dit de l'église des laïcs, partie de l'église à l'extérieur de la clôture. Le plafond de la nef est décoré de fresques représentant la Transfiguration du Christ au mont Thabor et datant de 1783. L'intérieur du chœur est décoré de stucs de style rococo des frères Moosbrugger.
On remarque trois autels datant de 1730 environ. Le maître-autel est dominé par un tableau de l'Immaculée Conception, copie de l'église de Saint-Gall, et par le blason du prince-abbé Josef von Rudolfi. Au-dessus de l'ensemble se trouve une représentation du baptême du Christ, flanquée des statues de saint Gall et de saint Otmar, patrons de la ville. L'autel de saint Joseph se trouve à gauche avec un tableau de 1724 et l'autel de saint Antoine de Padoue, à droite, avec un tableau représentant l'apparition de la Vierge au saint, datant de 1700. Sur la prédelle, se trouve une image miraculeuse du saint, commémorant un événement de 1644 considéré comme miraculeux sur un jeune garçon. Elle est entourée de six petites images décrivant la vie de saint Antoine de Padoue.
la chapelle conventuelle se trouve derrière le maître-autel. Son maître-autel est dos à dos avec celui de l'église des laïcs. Il est surplombé par un tableau de la Crucifixion. Différentes figures représentent saint Gall, saint François d'Assise, saint Otmar, le bienheureux Notker le Bègue et sainte Agathe.

## Source
- (de) Cet article est partiellement ou en totalité issu de l’article de Wikipédia en allemand intitulé « Kloster Notkersegg » (voir la liste des auteurs).